# Tandíj Kanadában
- 2003-ban az első diplomájuk megszerzéséhez tanuló diákok kb. 4,000 CAD tandíjat fizettek. 1990/91-ben átlagosan 1,464 CAD-ot fizettek.
- 1990/91 és 2000/01 között a tandíj 126%-ot emelkedett, avagy 6-szor annyit mint az átlagos infláció ami 20,6% volt abban az időszakban.
- Ha a tandíjak is az átlagos infláció szinjével emelkedtek volna akkor ez 2,100 CAD lett volna 2001-ben.

Új-Skócia* A diákok Új-Skóciában fizettek a legtöbbet, kb. 5,557 CAD-ot míg Ontario volt a második helyen 4,923 CAD-dal.
- A legnagyobb tandíj emelkedés British Columbia-ban volt 2002/03 és 2003/04 között. Ez 30,4% volt. A tandíjemelkedés a British Columbia-ban lévő liberális kormány által felszabadított tandíjbefagyasztás következménye volt. Sok egyetemi és főiskolai diák panaszkodott a tandíjemelés miatt, sőt a egyes tanársegédek még sztrájkoltak is.
- Quebec-ben 1996/97 óta hét éven keresztül be voltak fagyasztva a tandíjak így 2003/04-ben ott volt a legalacsonyabb tandíj, 1,675 CAD. Hogy megelőzzék az ország más részeiből a diákok átáramlását, a Quebec-en kívülről érkező diákok 4,300 CAD-ot fizetnek.
- A fogorvosi, orvosi és jogi diplomához kell a legmagasabb tandíjat fizetni és ezekben az ágakban volt a legnagyobb a tandíjemelés is.
- 1990/91 és 1999/2000 között az egyetemi tandíjak évente átlag 9,6%-kal nőttek.

(1 CAD kb 185 Ft volt 2006. október 24-én amikor ennek a résznek a fordítása készült, így a 4000 CAD-os tandíj kb. 740,000 Ft-ot jelent.)

## Fordítás
- Ez a szócikk részben vagy egészben a  Tuition in Canada című angol Wikipédia-szócikk fordításán alapul.  Az eredeti cikk szerkesztőit annak laptörténete sorolja fel. Ez a jelzés csupán a megfogalmazás eredetét és a szerzői jogokat jelzi, nem szolgál a cikkben szereplő információk forrásmegjelöléseként.